# Astatopteryx
Genre
Astatopteryx est un genre de coléoptères de la famille des Ptiliidae.

## Systématique
Le genre a été créé par Édouard Perris en 1863.

## Liste d'espèces
Selon BioLib (26 février 2021) :
- Astatopteryx laticollis, Perris, 1863[2].

## Étymologie
Le nom du genre Astatopteryx vient du grec ancien ἄστατος, ástatos, « incertain » et πτερόν, ptéros, « aile » et ce en référence au fait que selon les individus examinés certains étaient dépourvus d'ailes, d'autres ne possédaient que des moignons et d'autres encore étaient ailés.

## Publication originale
- [Perris 1863] Histoire des insectes du pin maritime, Paris, Buquet, 1863, 15 p. (OCLC 9614559, présentation en ligne, lire en ligne)